# Prins Hendrik Ende Desespereert Nimmer Combinatie Zwolle 2021-2022
Questa voce raccoglie le informazioni riguardanti il  Prins Hendrik Ende Desespereert Nimmer Combinatie Zwolle  nelle competizioni ufficiali della stagione 2021-2022.

## Stagione
La stagione 2021-2022 vede la 22ª partecipazione alla Eredivisie per il PEC Zwolle, che affida la panchina al tecnico Art Langeler, già allenatore nel triennio 2010-2013. L'esordio stagionale per i Blauwvingers è avvenuto il 15 agosto in occasione del match di campionato contro il Vitesse, perso per 1-0 al MAC³PARK Stadion. Il 23 ottobre, dopo nove sconfitte e un pari, arriva la prima vittoria stagionale del PEC Zwolle che batte in casa l'Heracles Almelo per 1-0. Il 26 ottobre lo Zwolle supera il primo turno di coppa nazionale, battendo per 4-1 il De Graafschap. Il 16 novembre, dopo il pessimo avvio di campionato, Langeler rassegna le dimissioni da tecnico. Al suo posto viene chiamato Dick Schreuder. Il 14 dicembre lo Zwolle supera il secondo turno di Coppa d'Olanda, battendo 4-0 il MVV. Il 18 dicembre si conclude il girone di andata del PEC Zwolle, sconfitto in casa per 3-1 dal Twente, con la squadra bloccata all'ultimo posto. Il 19 gennaio la squadra viene eliminata dalla coppa nazionale per mano del NAC Breda, squadra di Eerste Divisie, vittorioso per 2-1. L'11 maggio, con la sconfitta per 2-0 contro lo Sparta Rotterdam, lo Zwolle viene retrocesso aritmeticamente con una giornata di anticipo dopo dieci anni di permanenza in Eredivisie.

## Maglie e sponsor
Lo sponsor ufficiale è VDK Group, mentre quello tecnico è Craft.
|  | Casa |  | Trasferta |  | Terza maglia |

## Organigramma societario
Dal sito internet ufficiale della società.
Area direttiva
- Presidente: Adriaan Visser
- Direttore generale: Jeroen van Leeuwen
- Direttore finanziario: Simon Hoekstra

Area tecnica

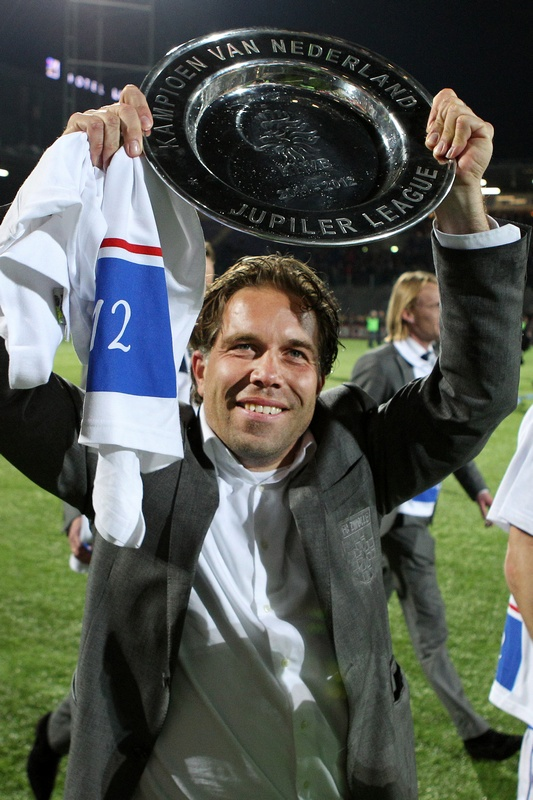
Art Langeler, l'allenatore del PEC Zwolle nella prima parte della stagione

- Allenatore: Art Langeler;[1] Dick Schreuder[2]
- Allenatore in seconda: Henry van der Vegt
- Assistenti: Lee-Roy Echteld, Dwight Lodeweges
- Allenatore dei portieri: Sjaak Storm
- Preparatore atletico: Jan Borghuis, Jacco van Olst
- Team manager: Isaak Teunis
- Direttore del settore giovanile: Alexander Palland

Area medica
- Medici di squadra: Mineke Vegter, Michiel Schouwink
- Fisioterapisti: Arjan Louwen, Arjan Wiltjer, Johan Flier
- Analista: Brent van Ooijen
- Nutrizionista: Jenny Venema

Area organizzativa
- Direttore finanziario: Edwin Peterman
- Direttore sportivo: Mike Willems

Area marketing
- Direttore area marketing: Rick Schrijver
- Responsabile vendite: Jurian Meijntjes
- Kit manager: Jan de Groot
- Preparatore: Erwin Vloedgraven

Area comunicazione
- Direttore della comunicazione: Koen te Riele

Area scouting
- Osservatore: Ben Hendricks

## Rosa
Rosa tratta dal sito ufficiale.
| N. |                        | Ruolo | Calciatore                |
| -- | ---------------------- | ----- | ------------------------- |
| 1  | Grecia (bandiera)      | P     | Kōstas Lamprou            |
| 2  | Paesi Bassi (bandiera) | D     | Bram van Polen (capitano) |
| 3  | Belgio (bandiera)      | D     | Siemen Voet               |
| 4  | Giappone (bandiera)    | D     | Yūta Nakayama             |
| 5  | Paesi Bassi (bandiera) | D     | Kenneth Paal              |
| 6  | Paesi Bassi (bandiera) | C     | Mustafa Saymak            |
| 7  | Curaçao (bandiera)     | A     | Gervane Kastaneer         |
| 8  | Paesi Bassi (bandiera) | C     | Dean Huiberts             |
| 9  | Serbia (bandiera)      | A     | Slobodan Tedić            |
| 10 | Paesi Bassi (bandiera) | C     | Pelle Clement             |
| 11 | Serbia (bandiera)      | A     | Luka Adžić                |
| 13 | Germania (bandiera)    | C     | Rico Strieder             |
| 14 | Paesi Bassi (bandiera) | C     | Leandro Fernandes         |
| 15 | Paesi Bassi (bandiera) | D     | Sam Kersten               |
| 16 | Paesi Bassi (bandiera) | P     | Jasper Schendelaar        |
| 18 | Paesi Bassi (bandiera) | C     | Gabi Caschili             |
| 19 | Paesi Bassi (bandiera) | A     | Daishawn Redan            |

| N. |                        | Ruolo | Calciatore           |
| -- | ---------------------- | ----- | -------------------- |
| 20 | Paesi Bassi (bandiera) | C     | Thomas van den Belt  |
| 21 | Paesi Bassi (bandiera) | C     | Samir Lagsir         |
| 21 | Paesi Bassi (bandiera) | C     | Djavan Anderson      |
| 22 | Paesi Bassi (bandiera) | A     | Max de Waal          |
| 23 | Paesi Bassi (bandiera) | A     | Eliano Reijnders     |
| 27 | Liberia (bandiera)     | D     | Mark Pabai           |
| 29 | Algeria (bandiera)     | A     | Oussama Darfalou     |
| 30 | Paesi Bassi (bandiera) | D     | Maikel van der Werff |
| 31 | Giappone (bandiera)    | D     | Sai van Wermeskerken |
| 32 | Paesi Bassi (bandiera) | C     | Elikia Mbinga        |
| 33 | Paesi Bassi (bandiera) | D     | Rav van den Berg     |
| 34 | Paesi Bassi (bandiera) | D     | Mees de Wit          |
| 37 | Suriname (bandiera)    | C     | Ryan Koolwijk        |
| 40 | Paesi Bassi (bandiera) | P     | Mike Hauptmeijer     |
| 45 | Paesi Bassi (bandiera) | A     | Chardi Landu         |
| 47 | Paesi Bassi (bandiera) | A     | Jarno Westerman      |

## Calciomercato

### Sessione estiva
| Acquisti         | Acquisti           | Acquisti           | Acquisti      |
| R.               | Nome               | da                 | Modalità      |
| ---------------- | ------------------ | ------------------ | ------------- |
| P                | Kōstas Lamprou     | RKC Waalwijk       | gratuito      |
| P                | Jasper Schendelaar | AZ Alkmaar         | gratuito      |
| D                | Mees de Wit        | Sporting Lisbona B | gratuito      |
| D                | Håkon Gangstad     | Rosenborg          | ?             |
| D                | Mark Pabai         | Utrecht            | ?             |
| D                | Siemen Voet        | Club Bruges        | ?             |
| C                | Leandro Fernandes  |                    | svincolato    |
| C                | Ryan Koolwijk      |                    | svincolato    |
| A                | Luka Adžić         | Anderlecht         | gratuito      |
| A                | Gervane Kastaneer  | Coventry City      | gratuito      |
| A                | Daishawn Redan     | Hertha Berlino     | prestito      |
| Altre operazioni |                    |                    |               |
| R.               | Nome               | da                 | Modalità      |
| C                | Clint Leemans      | De Graafschap      | fine prestito |

| Cessioni         | Cessioni            | Cessioni          | Cessioni      |
| R.               | Nome                | a                 | Modalità      |
| ---------------- | ------------------- | ----------------- | ------------- |
| P                | Nigel Bertrams      | Eindhoven         | gratuito      |
| P                | Xavier Mous         | Heerenveen        | gratuito      |
| D                | Marc-Olivier Doué   |                   | svincolato    |
| D                | Thomas Lam          |                   | svincolato    |
| C                | Jesper Drost        |                   | svincolato    |
| C                | Benson Manuel       | Anversa           | fine prestito |
| C                | Immanuel Pherai     | Borussia Dortmund | fine prestito |
| A                | Thomas Buitink      | Vitesse           | fine prestito |
| A                | Reza Ghoochannejhad |                   | svincolato    |
| A                | Virgil Misidjan     | Twente            | gratuito      |
| A                | Mike van Duinen     | OFI Creta         | gratuito      |
| Altre operazioni |                     |                   |               |
| R.               | Nome                | a                 | Modalità      |
| C                | Clint Leemans       |                   | svincolato    |

### Sessione invernale
| Acquisti         | Acquisti             | Acquisti      | Acquisti |
| R.               | Nome                 | da            | Modalità |
| ---------------- | -------------------- | ------------- | -------- |
| D                | Maikel van der Werff | FC Cincinnati | gratuito |
| C                | Djavan Anderson      | Lazio         | prestito |
| C                | Max de Waal          | Jong Ajax     | prestito |
| A                | Oussama Darfalou     | Vitesse       | prestito |
| Altre operazioni |                      |               |          |
| R.               | Nome                 | da            | Modalità |

| Cessioni         | Cessioni          | Cessioni | Cessioni   |
| R.               | Nome              | a        | Modalità   |
| ---------------- | ----------------- | -------- | ---------- |
| D                | Mark Pabai        | SPAL     | ?          |
| C                | Leandro Fernandes |          | svincolato |
| Altre operazioni |                   |          |            |
| R.               | Nome              | a        | Modalità   |

## Risultati

### Eredivisie

#### Girone di andata
| Arbitro: | Martens |

|  |           |                 |
|  | Marcatori | 20’ Frederiksen |

| Arbitro: | van der Eijk |

|                    |           |  |
| Akman 4’ Okita 42’ | Marcatori |  |

| Arbitro: | van Oostrom |

|            |           |  |
| Sağlam 53’ | Marcatori |  |

| Arbitro: | Manschot |

|  |           |                 |
|  | Marcatori | 29’, 67’ Haller |

| Arbitro: | Blom |

|            |           |  |
| Mpotos 77’ | Marcatori |  |

| Arbitro: | Peréz |

|           |           |               |
| Redan 11’ | Marcatori | 1’ van Crooij |

| Arbitro: | Lindhout |

|                                                                         |           |            |
| Douvikas 11’ (rig.) Sylla 59’ Ramselaar 65’ (rig.) Mahi 66’ Janssen 86’ | Marcatori | 75’ Saymak |

| Arbitro: | Higler |

|  |           |                      |
|  | Marcatori | 63’ (aut.) van Polen |

| Arbitro: | Kooij |

|                                       |           |          |
| A. Ramalho 84’ Gakpo 86’ Boscagli 89’ | Marcatori | 3’ Redan |

| Arbitro: | Nagtegaal |

|                        |           |  |
| van Polen 90+2’ (rig.) | Marcatori |  |

| Arbitro: | Gözübüyük |

|                                 |           |                   |
| D. de Wit 14’ Paulidīs 38’, 52’ | Marcatori | 5’, 13’ M. de Wit |

| Arbitro: | van der Eijk |

|              |           |                            |
| Huiberts 79’ | Marcatori | 22’ Hoedemakers 48’ Maulun |

| Arbitro: | van den Kerkhof |

|                                       |           |  |
| Linssen 6’, 31’ Sinisterra 9’ Til 35’ | Marcatori |  |

| Zwolle 27 novembre 2021, ore 20:00 CET 14ª giornata | PEC Zwolle | 0 – 0 referto | RKC Waalwijk | MAC³PARK Stadion (0 spett.)\| Arbitro: \| Kooij \| |
| Arbitro:                                            | Kooij      |               |              |                                                    |

| Arbitro: | Martens |

|                  |           |            |
| van den Belt 75’ | Marcatori | 14’ de Wit |

| Arbitro: | van de Graaf |

|  |           |             |
|  | Marcatori | 63’ Lonwijk |

| Arbitro: | Bos |

|            |           |                                     |
| Lagsir 89’ | Marcatori | 15’ Limnios 39’ Ugalde 52’ Misidjan |

#### Girone di ritorno
| Arbitro: | van Boekel |

|            |           |  |
| Openda 47’ | Marcatori |  |

| Arbitro: | Manschot |

|                       |           |  |
| van den Belt 25’, 78’ | Marcatori |  |

| Arbitro: | van den Kerkhof |

|  |           |                      |
|  | Marcatori | 11’ (rig.) van Polen |

| Arbitro: | van der Laan |

|           |           |            |
| Redan 27’ | Marcatori | 26’ Bruijn |

| Arbitro: | Oostrom |

|                                           |           |                                               |
| Maulun 9’ Lamprou 43’ (aut.) Sambissa 78’ | Marcatori | 3’ Darfalou 6’ de Wit 56’ Redan 66’ van Polen |

| Arbitro: | Manschot |

|                |           |            |
| Nakayama 90+4’ | Marcatori | 36’ Duarte |

| Arbitro: | Lindhout |

|                           |           |  |
| de la Torre 19’ Bakış 55’ | Marcatori |  |

| Arbitro: | Gözübüyük |

|  |           |              |
|  | Marcatori | 77’ Darfalou |

| Arbitro: | van den Kerkhof |

|                 |           |                            |
| van Polen 45+2’ | Marcatori | 67’ Sinisterra 89’ Dessers |

| Arbitro: | van de Graaf |

|          |           |  |
| Rots 19’ | Marcatori |  |

| Arbitro: | Makkelie |

|  |           |               |
|  | Marcatori | 90+3’ Rommens |

| Arbitro: | Lindhout |

|                         |           |              |
| Kastaneer 51’ Redan 86’ | Marcatori | 81’ Paulidīs |

| Arbitro: | Kamphuis |

|  |           |                                       |
|  | Marcatori | 16’ van den Belt 50’ (rig.) van Polen |

| Arbitro: | Dieperink |

|                             |           |  |
| Tadić 30’ Klaassen 51’, 80’ | Marcatori |  |

| Arbitro: | van Boekel |

|           |           |               |
| Redan 73’ | Marcatori | 29’ ter Avest |

| Arbitro: | Higler |

|                           |           |  |
| Auassar 3’ van Crooij 24’ | Marcatori |  |

| Arbitro: | van de Graaf |

|               |           |                       |
| Kastaneer 16’ | Marcatori | 11’ Bruma 73’ Ledezma |

### Coppa d'Olanda
| Arbitro: | van Boekel |

|                                                      |           |             |
| Nakayama 42’ Saymak 52’ Huiberts 62’ Fernandes 90+2’ | Marcatori | 82’ Konings |

| Arbitro: | Blank |

|                                               |           |  |
| Voet 14’ van den Berg 20’ Adžić 62’ Tedić 70’ | Marcatori |  |

| Arbitro: | Higler |

|                         |           |           |
| Bannis 13’ de Rooij 84’ | Marcatori | 5’ Saymak |

## Statistiche

### Statistiche di squadra
| Competizione | Punti | In casa | In casa | In casa | In casa | In casa | In casa | In trasferta | In trasferta | In trasferta | In trasferta | In trasferta | In trasferta | Totale | Totale | Totale | Totale | Totale | Totale | DR  |
| Competizione | Punti | G       | V       | N       | P       | Gf      | Gs      | G            | V            | N            | P            | Gf           | Gs           | G      | V      | N      | P      | Gf     | Gs     | DR  |
| ------------ | ----- | ------- | ------- | ------- | ------- | ------- | ------- | ------------ | ------------ | ------------ | ------------ | ------------ | ------------ | ------ | ------ | ------ | ------ | ------ | ------ | --- |
| Eredivisie   | 27    | 17      | 3       | 5       | 9       | 13      | 20      | 17           | 4            | 1            | 12           | 13           | 32           | 34     | 7      | 6      | 21     | 26     | 52     | -26 |
| KNVB Beker   | -     | 2       | 2       | 0       | 0       | 8       | 1       | 1            | 0            | 0            | 1            | 1            | 2            | 3      | 2      | 0      | 1      | 9      | 3      | +6  |
| Totale       | -     | 19      | 5       | 5       | 9       | 21      | 21      | 18           | 4            | 1            | 13           | 14           | 34           | 37     | 9      | 6      | 22     | 35     | 55     | -20 |

### Andamento in campionato
| Giornata  | 1  | 2  | 3  | 4  | 5  | 6  | 7  | 8  | 9  | 10 | 11 | 12 | 13 | 14 | 15 | 16 | 17 | 18 | 19 | 20 | 21 | 22 | 23 | 24 | 25 | 26 | 27 | 28 | 29 | 30 | 31 | 32 | 33 | 34 |
| --------- | -- | -- | -- | -- | -- | -- | -- | -- | -- | -- | -- | -- | -- | -- | -- | -- | -- | -- | -- | -- | -- | -- | -- | -- | -- | -- | -- | -- | -- | -- | -- | -- | -- | -- |
| Luogo     | C  | T  | T  | C  | T  | C  | T  | C  | T  | C  | T  | C  | T  | C  | T  | C  | C  | T  | C  | T  | C  | T  | C  | T  | T  | C  | T  | C  | C  | T  | T  | C  | T  | C  |
| Risultato | P  | P  | P  | P  | P  | N  | P  | P  | P  | V  | P  | P  | P  | N  | N  | P  | P  | P  | V  | V  | N  | V  | N  | P  | V  | P  | P  | P  | V  | V  | P  | N  | P  | P  |
| Posizione | 14 | 17 | 18 | 18 | 18 | 18 | 18 | 18 | 18 | 18 | 18 | 18 | 18 | 18 | 18 | 18 | 18 | 18 | 18 | 18 | 18 | 18 | 18 | 18 | 17 | 18 | 18 | 18 | 17 | 16 | 16 | 18 | 18 | 18 |

Legenda:

Luogo: C = Casa; T = Trasferta. Risultato: V = Vittoria; N = Pareggio; P = Sconfitta.

### Statistiche dei giocatori
In corsivo i calciatori che hanno lasciato la squadra a stagione in corso.
| Giocatore           | Eredivisie | Eredivisie | Eredivisie  | Eredivisie | Coppa d'Olanda | Coppa d'Olanda | Coppa d'Olanda | Coppa d'Olanda | Totale   | Totale | Totale      | Totale     |
| Giocatore           | Presenze   | Reti       | Ammonizioni | Espulsioni | Presenze       | Reti           | Ammonizioni    | Espulsioni     | Presenze | Reti   | Ammonizioni | Espulsioni |
| ------------------- | ---------- | ---------- | ----------- | ---------- | -------------- | -------------- | -------------- | -------------- | -------- | ------ | ----------- | ---------- |
| D. Anderson         | 14         | 0          | 0           | 0          | -              | -              | -              | -              | 14       | 0      | 0           | 0          |
| L. Adžić            | 16         | 0          | 0           | 0          | 3              | 1              | 0              | 0              | 19       | 1      | 0           | 0          |
| D. Bajselmani       | 0          | 0          | 0           | 0          | 0              | 0              | 0              | 0              | 0        | 0      | 0           | 0          |
| T. Beelen           | 3          | 0          | 0           | 0          | 0              | 0              | 0              | 0              | 3        | 0      | 0           | 0          |
| G. Caschili         | 1          | 0          | 0           | 0          | 1              | 0              | 0              | 0              | 2        | 0      | 0           | 0          |
| P. Clement          | 19         | 0          | 2           | 0          | 1              | 0              | 0              | 0              | 20       | 0      | 2           | 0          |
| O. Darfalou         | 11         | 2          | 0           | 0          | 1              | 0              | 1              | 0              | 12       | 2      | 1           | 0          |
| M. de Waal          | 7          | 0          | 0           | 0          | -              | -              | -              | -              | 7        | 0      | 0           | 0          |
| M. de Wit           | 28         | 4          | 6           | 0          | 3              | 0              | 0              | 0              | 31       | 4      | 6           | 0          |
| L. Fernandes        | 3          | 0          | 0           | 0          | 1              | 1              | 0              | 0              | 4        | 1      | 0           | 0          |
| M. Hauptmeijer      | 0          | -0         | 0           | 0          | 0              | -0             | 0              | 0              | 0        | -0     | 0           | 0          |
| D. Huiberts         | 17         | 1          | 2           | 0          | 1              | 1              | 1              | 0              | 18       | 2      | 3           | 0          |
| G. Kastaneer        | 30         | 2          | 3           | 0          | 2              | 0              | 1              | 0              | 32       | 2      | 4           | 0          |
| S. Kersten          | 14         | 0          | 3           | 1          | 1              | 0              | 0              | 0              | 15       | 0      | 3           | 1          |
| R. Koolwijk         | 9          | 0          | 0           | 0          | 1              | 0              | 0              | 0              | 10       | 0      | 0           | 0          |
| S. Lagsir           | 5          | 1          | 0           | 0          | 1              | 0              | 0              | 0              | 6        | 1      | 0           | 0          |
| L. Lamprou          | 34         | -52        | 0           | 0          | 3              | -3             | 0              | 0              | 37       | -55    | 0           | 0          |
| C. Landu            | 11         | 0          | 0           | 0          | 0              | 0              | 0              | 0              | 11       | 0      | 0           | 0          |
| E. Mbinga           | 5          | 0          | 1           | 0          | 1              | 0              | 0              | 0              | 6        | 0      | 1           | 0          |
| Y. Nakayama         | 29         | 1          | 5           | 0          | 3              | 1              | 0              | 0              | 32       | 2      | 5           | 0          |
| K. Paal             | 25         | 0          | 1           | 0          | 0              | 0              | 0              | 0              | 25       | 0      | 1           | 0          |
| M. Pabai            | 9          | 0          | 1           | 0          | 2              | 0              | 0              | 0              | 11       | 0      | 1           | 0          |
| D. Redan            | 26         | 6          | 2           | 0          | 2              | 0              | 1              | 0              | 28       | 6      | 3           | 0          |
| E. Reijnders        | 23         | 0          | 2           | 0          | 3              | 0              | 0              | 0              | 26       | 0      | 2           | 0          |
| M. Saymak           | 21         | 1          | 4           | 0          | 3              | 2              | 0              | 0              | 24       | 3      | 4           | 0          |
| J. Schendelaar      | 0          | -0         | 0           | 0          | 0              | -0             | 0              | 0              | 0        | -0     | 0           | 0          |
| R. Strieder         | 24         | 0          | 4           | 0          | 2              | 0              | 1              | 0              | 26       | 0      | 5           | 0          |
| S. Tedić            | 23         | 0          | 2           | 0          | 2              | 1              | 0              | 0              | 25       | 1      | 2           | 0          |
| T. van den Belt     | 30         | 3          | 5           | 0          | 3              | 0              | 1              | 0              | 33       | 3      | 6           | 0          |
| R. van den Berg     | 10         | 0          | 0           | 0          | 2              | 1              | 0              | 0              | 12       | 1      | 0           | 0          |
| M. van der Werff    | 10         | 0          | 1           | 0          | -              | -              | -              | -              | 10       | 0      | 1           | 0          |
| T. van Gilst        | 1          | 0          | 0           | 0          | 0              | 0              | 0              | 0              | 1        | 0      | 0           | 0          |
| B. van Polen        | 30         | 5          | 3           | 0          | 3              | 0              | 0              | 0              | 33       | 5      | 3           | 0          |
| S. van Wermeskerken | 8          | 0          | 1           | 0          | 1              | 0              | 0              | 0              | 9        | 0      | 1           | 0          |
| S. Voet             | 17         | 0          | 2           | 1          | 2              | 1              | 1              | 0              | 19       | 1      | 3           | 1          |
| J. Westerman        | 0          | 0          | 0           | 0          | 0              | 0              | 0              | 0              | 0        | 0      | 0           | 0          |